# Сент-Клэр, Харви
Харви Сент-Клэр (англ. Harvey St Clair; род. 13 октября 1998 или 13 ноября 1998, Лондон) — шотландский футболист, нападающий клуба «Талса».

## Клубная карьера
Сент-Клэр — воспитанник английского «Челси». В 2018 году перешёл в итальянскую «Венецию». 30 октября 2018 года в матче против «Кремонезе» он дебютировал в итальянской Серии B. В 2019 году Харви на правах аренды перешёл в «Килмарнок». 22 сентября в матче против «Селтика» он дебютировал в шотландском Премьершипе. Летом 2021 года Сент-Клэр был арендован «Сереньо». 4 сентября в матче против «ФеральпиСало» он дебютировал в итальянской Серии C.
В начале 2022 года Сент-Клэр был арендован «Триестиной». 1 февраля в матче против дублёров «Ювентуса» он дебютировал за новы клуб. 12 февраля в поединке против «Альбинолеффе» Харви забил свой первый гол за «Триестину». По окончании аренды Сент-Клэр вернулся в «Венецию».
23 января 2023 года Сент-Клэр отправился в аренду в клуб «Вис Пезаро» до 30 июня.
1 сентября 2023 года Сент-Клэр покинул «Венецию» по обоюдному согласию сторон.
7 февраля 2024 года Сент-Клэр подписал контракт с американским клубом «Талса» на сезон Чемпионшипа ЮСЛ 2024. За «Талсу» он дебютировал 16 марта в матче стартового тура сезона против «Лас-Вегас Лайтс», выйдя на замену во втором тайме вместо Артура Роджерса.